# Équipe du Bénin des moins de 17 ans de football
Maillots
L'équipe du Bénin de moins de 17 ans de football est constituée par une sélection des meilleurs joueurs Béninois sous l'égide de la Fédération béninoise de football.

## Histoire

### 2014: Sanction
À la suite d'une réclamation du Mali déposée et reçue favorablement par la Confédération africaine de football concernant l'âge de quatre joueurs U17 lors des phases qualificatives pour la CAN U17 2015, les sélections U17 et U20 furent disqualifiées et interdites de participer à tous matchs officiels sur une période de deux ans, allant de septembre 2014 à septembre 2016. La Confédération africaine de football décide de lever la sanction en janvier 2016.

## Parcours en Coupe d'Afrique des nations des moins de 17 ans
| - 1995 : Forfait - 1997 : Non qualifié - 1999 : Non qualifié - 2001 : Non inscrit - 2003 : Non inscrit - 2005 : Non inscrit - 2007 : Forfait | - 2009 : Non qualifié - 2011 : Non qualifié - 2013 : Non qualifié - 2015 : Disqualifié - 2017 : Non qualifié - 2019 : Non qualifié - 2023 : Non qualifié |

## Parcours en Coupe du monde des moins de 17 ans
| - 1985 :Non inscrit - 1987 :Non inscrit - 1989 :Non inscrit - 1991 :Non inscrit - 1993 :Non inscrit | - 1995 : Forfait - 1997 : Non qualifié - 1999 : Non qualifié - 2001 : Non qualifié - 2003 : Non qualifié | - 2005 : Non qualifié - 2007 : Forfait - 2009 : Non qualifié - 2011 : Non qualifié - 2013 : Non qualifié | - 2015 : Non qualifié - 2017 : Non qualifié - 2019 : Non qualifié - 2023 : Non qualifié |

## Palmarès
- Coupe d'Afrique des nations U17 (0)
  - 1er tour : 0

- Coupe du monde U17 (0)
  - 1er tour : 0

- Autres trophée (1)
  -  : Président Cup' 2014

## Joueurs célèbres
- Youssouf Assogba
- Charbel Gomez
- Ibrahim Ogoulola
- Ulrich Quenum